# José Castellanos Contreras
José Arturo Castellanos Contreras (San Vicente, 23 dicembre 1893 – San Salvador, 18 giugno 1977) è stato un militare e diplomatico salvadoregno, colonnello dell'esercito salvadoregno che, mentre lavorava come console generale di El Salvador a Ginevra durante la seconda guerra mondiale, in collaborazione con un l'uomo d'affari ebreo-romeno di nome György Mandl, ha contribuito a salvare dalla persecuzione nazista fino a 40 000 ebrei dell'Europa centrale, la maggior parte dei quali provenienti dall'Ungheria, fornendo loro falsi certificati di cittadinanza salvadoregna.

## Biografia

### Vita privata
Il colonnello Castellanos è nato nella città provinciale di San Vicente, figlio del generale Adelino Castellanos e di Isabel Contreras de Castellanos. A partire dal 1910, quando entrò nella Escuela Politécnica Militar (Scuola Politecnica Militare), Coronel Castellanos trascorse oltre 26 anni attivi nell'esercito salvadoregno, raggiungendo infine il grado di Secondo Capo di Stato Maggiore dell'Esercito della Repubblica. Successivamente prestò servizio come Console Generale salvadoregno nelle seguenti località: Liverpool (1937); Amburgo (1938); Ginevra (1941-1945).
Il colonnello Castellanos sposò Maria Schürmann, originaria della Svizzera, dalla quale ebbe tre figli: Frieda, Paul Andree e Jose Arturo Castellanos Jr. Dopo la guerra, Castellanos ha vissuto una vita tranquilla e ha minimizzato il suo ruolo.

### Attività con György Mandl
Durante il suo periodo come console nella neutrale Svizzera, il colonnello Castellanos fu avvicinato da un uomo d'affari ebreo nato in Transilvania di nome György Mandl che gli ripeté la grave situazione in cui si trovavano lui, la sua famiglia e innumerevoli suoi correligionari. Castellanos, mosso per aiutare Mandl, gli affidò l'incarico ad hoc di Primo Segretario del Console e fece preparare per lui e per la sua famiglia dei documenti di nazionalità salvadoregna. A seguito di un incontro ravvicinato con la Gestapo in cui la falsa posizione e le carte salvarono la famiglia (che ora portava il nome all'italiana di Mantello) dall'invio ad Auschwitz, Mandl (con il consenso di Castellanos) procedette a rilasciare segretamente almeno 13.000 "certificati di cittadinanza salvadoregna" agli ebrei dell'Europa centrale, principalmente attraverso l'Ufficio consolare svizzero di Carl Lutz.
I documenti concedevano ai titolari il diritto di chiedere e ricevere la protezione della Croce Rossa Internazionale e, eventualmente, del Console svizzero a Budapest; queste garanzie, in effetti, salvarono migliaia di "salvadorani" di estrazione bulgara, cecoslovacca, ungherese, polacca e rumena dalle depredazioni naziste.

### Attività con Jose Gustavo Guerrero
Castellanos ricevette aiuto da un altro collega salvadoregno, Jose Gustavo Guerrero, un giudice salvadoregno che sfidò i nazisti durante l'invasione di Hitler in Europa. L'illustre giurista salvadoregno ha vissuto in Europa per molti anni nella sua carriera di diplomatico e di presidente della Corte Permanente di Giustizia Internazionale, con sede a L'Aia.
Nel 1937, durante l'ascesa del nazismo in Europa, il dottor Guerrero subentrò alla presidenza, fino a quando fu costretto a lasciare nel 1940 dai nazisti. Proprio dopo la caduta dei Paesi Bassi, il 17 maggio 1940, i nazisti tentarono di prendere il Palazzo della Corte Permanente di Giustizia dell'Aia, ma lì incontrarono il salvadoregno, l'unico giudice rimasto con un gruppo di ufficiali olandesi. Quando un generale tedesco si avvicinò, il presidente gli disse: "La Corte e il suo staff sono inviolabili. Solo sul mio corpo possono entrare nel palazzo". Per questo e per altri prima di coraggio in difesa della Legge Universale, il Dr. Guerrero è stato nominato due volte per il Premio Nobel per la Pace.
Una volta stabilitosi a Ginevra, il Dr. Guerrero ricevette la visita del Console Generale di El Salvador in Svizzera, il colonnello José Castellanos Contreras, che era fuggito dalla Germania, dove prestò servizio come Console fino a quando El Salvador ruppe i rapporti diplomatici con il regime di Hitler.

### Le azioni di salvataggio
Il colonnello Castellanos aveva già concesso diversi visti a persone di origine ebraica perseguitate dai nazisti. Da questo momento faceva parte di un progetto più ampio: la consegna di documenti falsi di nazionalità salvadoregna a persone di origine ebraica. Castellanos consultò quindi il dottor Guerrero, che acconsentì immediatamente, quel piano che salvò la vita a migliaia di ebrei. Secondo le indagini, il dottor Guerrero avrebbe contribuito alla stesura del testo del documento che è stato poi consegnato loro per salvare loro la vita. Nel 1945 a San Francisco, si tenne una conferenza alla quale parteciparono più di 50 paesi e sulla quale fu fondata l'Organizzazione delle Nazioni Unite (ONU).

## Riconoscimento
Dopo la guerra, il colonnello Castellanos è rimasto molto discreto sul suo ruolo nelle azioni di salvataggio, considerando tali atti niente di straordinario. Sua figlia, Frieda Castellanos Garcia, ne venne a conoscenza dai media solo nel 1974, all'età di 22 anni.
Lo scrittore Leon Uris ha rintracciato il diplomatico in pensione nel 1972 e lo ha intervistato. Ciò attirò l'attenzione dei media salvadoregni e Castellanos rilasciò un'altra breve intervista radiofonica nel 1976, ma per il resto rimase anonimo e il suo contributo non venne riconosciuto fino a ben dopo la sua morte nel 1977.
Gli sforzi del colonnello Castellanos a favore degli ebrei dell'Europa centrale sono stati riconosciuti in varie occasioni dall'Anti-Defamation League, dall'American Jewish Committee e dal gruppo Visas For Life. Nel 1995 il presidente Bill Clinton, in una lettera all'Anti-Defamation League, rese omaggio al colonnello Castellanos e ad altri membri del corpo diplomatico salvadoregno, per i loro sforzi nel salvare migliaia di persone dallo sterminio nazista. Nel 1999 il Comune di Gerusalemme ha onorato la nipote di Castellanos, in occasione dell'inaugurazione di El Salvador Street nel quartiere di Givat Masua.
Dopo che il Ministero degli Esteri israeliano e la Comunità Ebraica di El Salvador si sono entrambi rivolti all'Autorità Israeliana per la Memoria dei Martiri e degli Eroi dell'Olocausto, José Arturo Castellanos Contreras è stato riconosciuto con il titolo di Giusto tra le Nazioni da Yad Vashem nel 2010.
I nipoti del colonnello Castellanos, Alvaro Castellanos e Boris Castellanos, hanno composto e scritto THE RESCUE - A Live Film-Concerto (un documentario cinematografico espanso di Alvaro Castellanos e Boris Castellanos, nipoti del colonnello Castellanos). È un'esperienza cinematografica che combina un film documentario di 60 minuti con l'esecuzione musicale dal vivo della sua colonna sonora, per raccontare la storia poco conosciuta del "giusto" colonnello José Arturo Castellanos. Il documentario mette in luce la collaborazione con il suo amico ebreo per salvare migliaia di vite ebraiche durante l'Olocausto, rilasciando certificati di nazionalità salvadoregna mentre lavorava come diplomatico, e mettendo a rischio la sua vita e la sua famiglia. Questo innovativo concetto di Film-Concerto è stato sviluppato dai registi in un modo emotivamente coinvolgente ed edificante per raccontare la storia del loro nonno e con una narrativa pionieristica nell'educazione sull'Olocausto e nella commemorazione dei Giusti tra le Nazioni.